# تيم روزون
تيم روزون هو صاحب مطعم وعارض وممثل كندي، ولد في 4 يونيو 1982 بمونتريال في كندا.

## وصلات خارجية
- تيم روزون على موقع IMDb (الإنجليزية)
- تيم روزون على موقع ألو سيني (الفرنسية)
- تيم روزون على موقع أول موفي (الإنجليزية)
- تيم روزون على موقع قاعدة بيانات الفيلم (الإنجليزية)
- تيم روزون على موقع كينوبويسك (الروسية)